# 力水 (相撲)
力水（ちからみず）は、大相撲における儀式の一つで、力士が土俵に上がったときに他の力士から渡される清めの水で、神聖な土俵に上がる時に身を清めるために使われる。原則として十両以上の取組で使用する。

## 作法

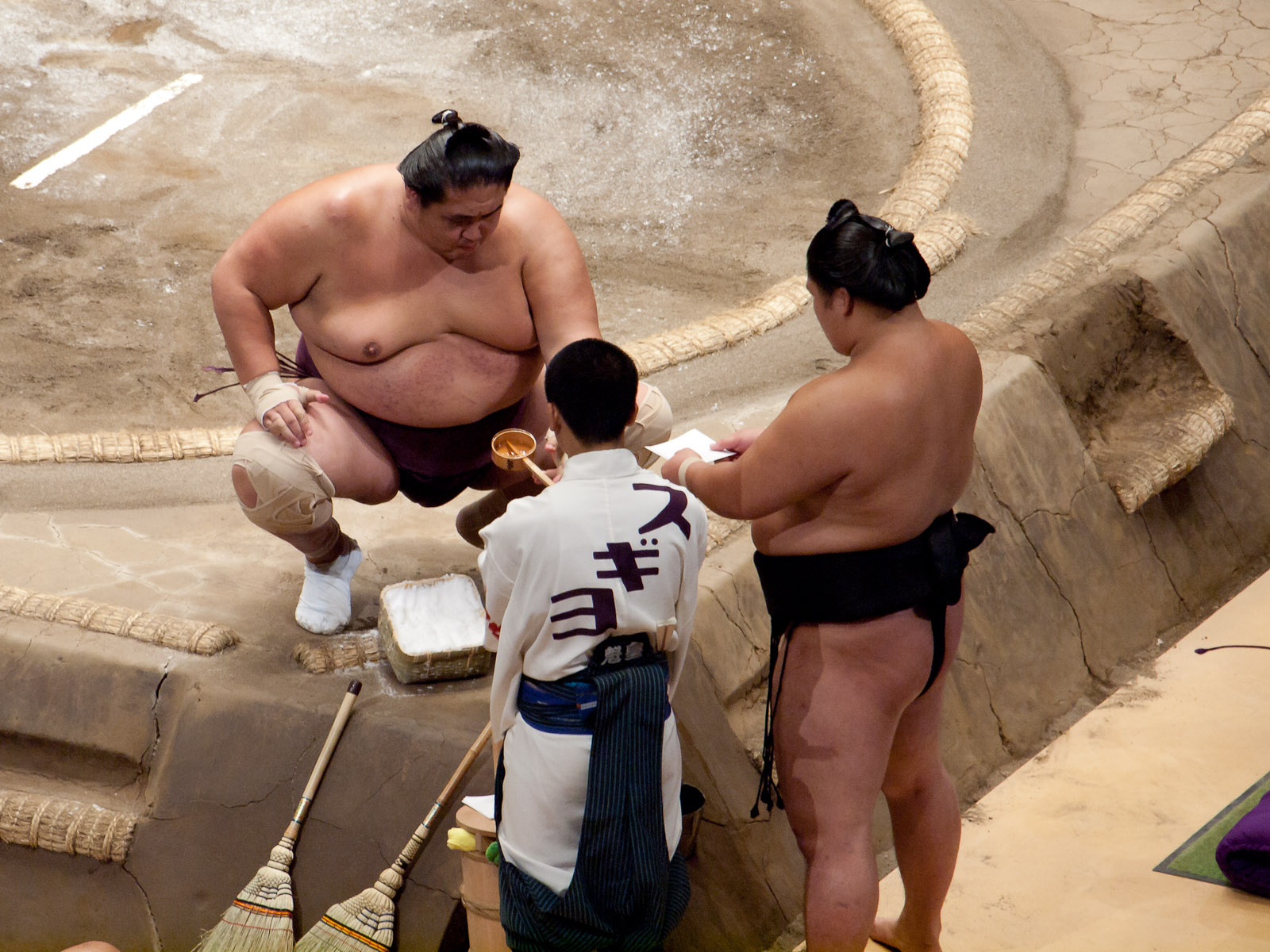
力水を口に含んだ力士。使った柄杓は呼出に返し、次に力紙を受け取る

水桶を白房下と赤房下の東西に1個ずつ配置し、呼出が水桶から柄杓（）で水を汲んで「力水をつける」役の力士に渡し、これを力水とする。土俵上の力士は柄杓を受けるが、これを飲むのではなく、一口だけ口に含むのみ（この際、柄杓の椀に直接口を付けない）。受ける側は片膝を立て、もう片足では蹲踞で行う方法が本来の正しい形であるが、現在ではほとんどの力士が慣習上蹲踞の姿勢で力水を受けており、豊真将などが数少ない例外である。2024年1月3日公開の臥牙丸の動画で藤井康生がゲスト出演した際にもこの作法について触れられており、臥牙丸もこの動画で藤井がこの作法を教えたのに対して「それは（相撲界で）教えてくれない。それ、早く教えてくれていたら…」と驚いていた。力水をつけた後は、次いで渡される力紙（半紙を半裁し二つ折りにしたもの。化粧紙ともいう。）で口元を隠しながら含んだ水を土俵の側面にある盥に吐き、口や顔の汗などを拭いてから盥に捨てる。なお、取組で勝った力士が力水をつける前に水を飲むこともある。

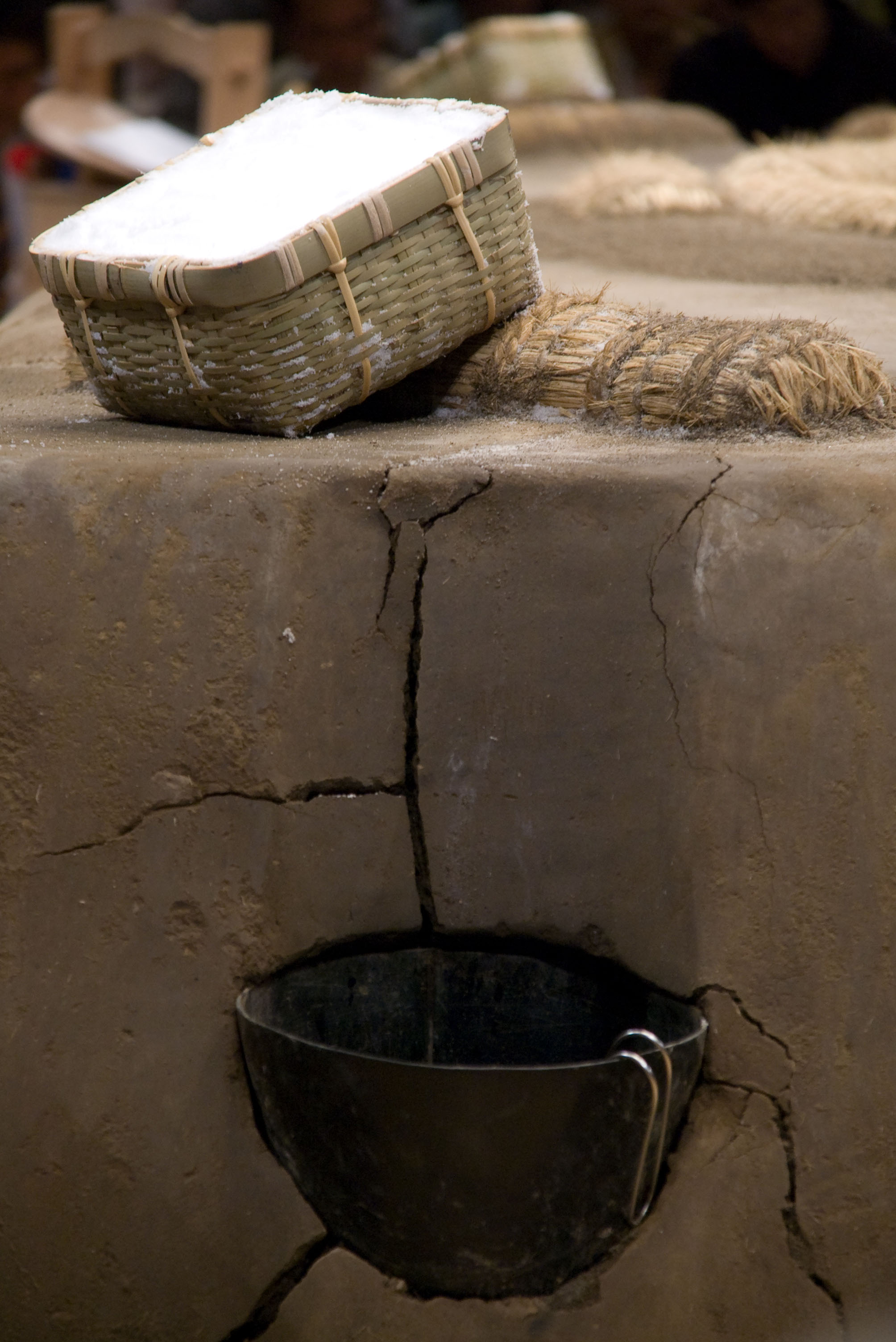
土俵の向正面の両隅に設置されている盥。

柄杓を使うようになった時期は1941年からで、それ以前は盃を使用していた。
2019新型コロナウイルスの対策に追われた大相撲令和2年3月場所では、感染防止のために柄杓を控え力士から受ける所作は行うものの口は付けない“エア力水”となる方針を八角理事長が説明した。形式的な力水は大相撲令和5年9月場所まで続けられ、大相撲令和5年11月場所初日からは本来の形に戻った。

## 「力水をつける」力士
「力水をつける」役をする力士は原則として直前の取組で勝った力士であり、負けた力士は力水をつけることができない。勝った力士は次の力士に力水をつけるまで土俵下に待機する。負けた力士は取組を終え土俵を降りると共に退場し、その片屋では、力水をつける役は土俵下で控えている次の取組の力士が務める。
十両や幕内の最初の取組・初日と千秋楽の協会あいさつの直後の取組（十両の最後から3番目）・千秋楽のこれより三役の最初の取り組みでは直前の取組の力士が両者退場しているため、力水はともに次の取組の力士がつける。不戦勝の時は直前の取組の力士が両者退場し、不戦勝の力士は勝ち名乗りを受けて力水をつける。不戦敗の片屋は次の取組の力士がつける。
結び二番前の取組で勝った力士は次の取組の力士に水をつけた後、退場せずに控えに残る（勝ち残り）。結び前の取組で同じ片屋の力士が勝った場合はそのまま退場、負けた場合は再度、結びの一番の力士に水をつける。一方、結び2番前・結び前でともに負けた片屋では控えに勝った力士がいないため、結びの一番では土俵上に上がっている力士の付け人が花道に出て力水をつける。この場合も付け人なら誰でも良いというわけではなく、当日の取組で勝った付け人又は取組がなかった付け人が力水をつける。このとき付け人は、浴衣を着て片肌脱ぎの装いをする。勝った付け人がいない場合、連絡不足により付き人が来なかった場合は、呼出が力水をつける。十両最後の取組でも同様の進行となるが、花道には幕内土俵入りで待機する力士が多いため、呼出が力水をつけることが多い。
優勝決定戦も力水をつける。2人による決定戦は呼出が、3人による決定戦は東方力士は「○」のくじを引いた力士の力水をつけ、西方力士は呼出が、4人による決定戦は「東2」くじを引いた力士は「東1」のくじを引いた力士の力水をつけ、西方力士は「西2」くじを引いた力士は「西1」のくじを引いた力士の力水をつける。

## 力水に使用する水
福岡県直方市の米菓製造会社もち吉が自社製品の「力水」を1992年の3月場所から無償で提供している。